# 기동경찰 패트레이버 (영화)
기동경찰 패트레이버(Patlabor: The Mobile Police, Patlabor: The Movie)는 일본에서 제작된 오시이 마모루 감독의 1989년 애니메이션 영화이다. 치바 시게루 등이 주연으로 출연하였다.

## 출연

### 주연
- 치바 시게루
- 후루카와 토시오
- 후타마타 잇세이

### 조연
- 고리 다이스케
- 샤론 홈
- 이케미즈 미치히로
- 이노우에 요우
- 니시무라 토모미치
- 사카 오사무
- 사카키바라 요시코
- 토미나가 미이나
- 오바야시 류노스케